# Svarttjärnen (Skogs socken, Hälsingland, 677305-154430)
Svarttjärnen är en sjö i Söderhamns kommun i Hälsingland och ingår i Hamrångeåns huvudavrinningsområde.